# Elektriciteitscentrale Nordjylland
Elektriciteitscentrale Nordjylland (Nordjyllandsværket) in Vodskov bij de stad Aalborg is een energiecentrale in Denemarken.
Het centrale blok NJV3 uit 1998, verzorgt zowel elektriciteitsvoorziening als stadsverwarming.